# SN 2005fh
SN 2005fh – supernowa typu Ia odkryta 10 września 2005 roku w galaktyce A231729+0025. W momencie odkrycia miała maksymalną jasność 19,80m.